# M47 (Mashreq)
De M47 is een secundaire noord-zuidroute in het Internationaal wegennetwerk van de Arabische Mashreq, die de Jordaanse steden Ma'an en Akaba met elkaar verbindt.

## Nationale wegnummers
De M47 loopt over de volgende nationale wegnummers, van noord naar zuid:
| Nummer   | Tracé         |
| Jordanië | Jordanië      |
| -------- | ------------- |
| 15       | Ma'an - Akaba |

M5 · 
M7 · 
M9 · 
M10 · 
M15 · 
M20 · 
M25 · 
M30 · 
M35 · 
M40 · 
M45 · 
M47 · 
M50 · 
M51 · 
M55 · 
M60 · 
M65 · 
M67 · 
M70 · 
M75 · 
M80 · 
M90 · 
M100